# Nekrolog 1927
Nekrolog
◄◄
| ◄
| 1923
| 1924
| 1925
| 1926
| 1927 | 1928 | 1929 | 1930 | 1931 | ► | ►►
1. Quartal |
2. Quartal |
3. Quartal |
4. Quartal 
Weitere Ereignisse | Allgemeiner Nekrolog 1927
Die Beschreibung der verstorbenen Person sollte so kurz wie möglich gehalten sein und nur deren signifikante Tätigkeit(en) enthalten.
Neue Namen ggf. auch unter dem Geburts- und Sterbedatum, also etwa unter 1. Januar und im Geburts- und Sterbejahr (2024) eintragen (nur bei entsprechender großer Wichtigkeit). Für Beispiele siehe die schon vorhandenen Artikel.
Außerdem über die fünf zuletzt Verstorbenen, zu denen es einen ausreichend guten Artikel für eine Präsentation auf der Hauptseite gibt, nach der todesbedingten Überarbeitung der Artikel ggf. auch unter Wikipedia Diskussion:Hauptseite informieren und sie am besten auch in den anderen Wikipedia-Sprachversionen eintragen. Tipp: Regelmäßig bei news.google.de nach „ist tot“, „gestorben“ oder „verstorben“ suchen.
Wenn eine Person gestorben ist, gibt es viele Seiten zu dieser Person in der Wikipedia, die davon auch betroffen sind und entsprechend aktualisiert werden müssen. Beispiele: Namenübersichtsseite, Geburtsjahr, Geburtsort-Seiten und viele mehr.
Wie finde ich die betroffenen Seiten?
Im Suchfeld auf der linken Seite gibt man den Suchbegriff so ein: „Vorname Nachname“. Dann klickt man auf Volltext und alle Seiten mit entsprechendem Suchtext werden aufgerufen. Hier sieht man dann schnell, wo auch das Todesjahr Sinn macht oder sogar ein Teil des Artikels angepasst werden muss. Auch hilft das „Werkzeug“ auf der linken Seite sehr gut, um solche Seiten aufzufinden: „Links auf diese Seite“. Somit ist die Wikipedia wieder aktuell in allen Bereichen! Hinweis: bei Eintragung der Kategorie „Gestorben JAHR“ wird der Missbrauchsfilter 49 ausgelöst, was jedoch nicht schlimm ist. Siehe: Spezial:Missbrauchsfilter/49
Dies ist eine Liste von im Jahr 1927 verstorbenen bekannten Persönlichkeiten. Die Einträge erfolgen innerhalb der einzelnen Daten alphabetisch sortiert. Tiere sind im Nekrolog für Tiere zu finden.
Die Liste ist nach Quartalen aufgeteilt:
- Nekrolog 1. Quartal 1927: Januar, Februar und März
- Nekrolog 2. Quartal 1927: April, Mai und Juni
- Nekrolog 3. Quartal 1927: Juli, August und September
- Nekrolog 4. Quartal 1927: Oktober, November und Dezember

## Datum unbekannt
| Rudolf Aeberly                    | Schweizer Lyriker und Landwirt                                                |  |
| Ahmed Hikmet                      | türkischer Dichter und Schriftsteller                                         |  |
| Inocencia Alcubierre              | spanische Schauspielerin                                                      |  |
| Anton Carl Baworowski             | österreichischer Genre- und Historienmaler sowie Illustrator                  |  |
| Heinrich Berger                   | deutscher Bauingenieur                                                        |  |
| Karl Biecker                      | deutscher Architekt und Eisenbahn-Baubeamter                                  |  |
| Gustave Louis Blanc               | französischer Chemiker                                                        |  |
| Alfred Borrel                     | französischer Medailleur                                                      |  |
| Friedrich Wilhelm Gustav Bruhn    | deutscher Unternehmer und Erfinder                                            |  |
| Georg Burckhardt                  | deutscher Parteisekretär, Apotheker und Politiker, MdR                        |  |
| William Frank Carver              | US-amerikanischer Scharfschütze                                               |  |
| Chalid ibn Barghasch              | Sultan von Sansibar                                                           |  |
| Chatanbaatar Magsardschaw         | mongolischer Premierminister                                                  |  |
| Louis Cheikhô                     | Orientalist, Theologe und Jesuit                                              |  |
| Luigi Colazza                     | italienischer Opernsänger (Tenor)                                             |  |
| Sidney Colvin                     | britischer Autor, Literatur- und Kunstkritiker                                |  |
| Arvid Damm                        | schwedischer Kryptologe, Ingenieur und Erfinder                               |  |
| Friedrich Deneken                 | deutscher Kunsthistoriker                                                     |  |
| Ernst Dorn                        | deutscher Maler                                                               |  |
| Wilhelm Engelberg                 | deutscher Druckereibesitzer und Verleger                                      |  |
| Shote Galica                      | kosovo-albanische Rebellin                                                    |  |
| Samuel Garman                     | US-amerikanischer Ichthyologe und Herpetologe                                 |  |
| Martin Gensichen                  | lutherischer Theologe                                                         |  |
| Stephan Genzmer                   | deutscher Verwaltungsjurist und Richter in Preußen                            |  |
| Alfred von Glehn                  | deutschbaltischer Cellist und Hochschullehrer                                 |  |
| Hermann Goebel                    | deutscher Jurist und Politiker (Zentrum), MdL                                 |  |
| Theodor Grawert                   | deutscher Musiker                                                             |  |
| Mateo Herrera                     | mexikanischer Maler                                                           |  |
| Léo Herrmann                      | französischer antiklerikaler Maler                                            |  |
| Wilhelm Heyl                      | deutscher Verwaltungsbeamter                                                  |  |
| James N. Huston                   | US-amerikanischer Bankier, Geschäftsmann und Regierungsbeamter                |  |
| Henry Neville Hutchinson          | britischer Geistlicher und populärwissenschaftlicher Autor                    |  |
| Daschi-Dorscho Itigelow           | burjatischer buddhistischer Religionsführer                                   |  |
| Richard Kiliani                   | deutscher Jurist, Diplomat und Autor                                          |  |
| Joseph Klant                      | deutscher Politiker (NSDAP), MdHB, NSDAP-Gauleiter                            |  |
| Jewgeni Stepanowitsch Kobylinski  | russischer Offizier                                                           |  |
| Moritz Korn                       | deutscher Architekt des Historismus                                           |  |
| Gustave Krafft                    | französischer Architekt und Maler                                             |  |
| Ferdinand Krukenfellner           | österreich-ungarischer Steinmetz des Historismus, Richter in Kaisersteinbruch |  |
| Anton Laupheimer                  | deutscher Genremaler                                                          |  |
| Otto Lauterburg                   | Schweizer reformierter Pfarrer und christlich-sozialistischer Redaktor        |  |
| Léon Leenhoff                     | Modell auf Bildern von Édouard Manet                                          |  |
| Paul Louis Émile Loiseau-Rousseau | französischer Bildhauer                                                       |  |
| Lü Haihuan                        | chinesischer Diplomat                                                         |  |
| Nikolaos Lytras                   | griechischer Maler                                                            |  |
| Charles M. Manly                  | US-amerikanischer Ingenieur und Flugpionier                                   |  |
| George Marx                       | deutscher Bankier                                                             |  |
| M. Maryan                         | französische Schriftstellerin                                                 |  |
| Erich Meyer                       | deutscher Internist                                                           |  |
| Abdol Madschid Mirza              | Premierminister des Iran                                                      |  |
| Abolqasem Naser al Molk           | iranischer Politiker und Ministerpräsident Irans                              |  |
| Stefano Novo                      | italienischer Maler                                                           |  |
| Otto Paetsch                      | deutscher Buchhändler und Verleger                                            |  |
| Jessie Penn-Lewis                 | walisische Evangeliums-Predigerin und Autorin diverser geistlicher Bücher     |  |
| Georg von Platen-Hallermund       | deutscher Rittergutsbesitzer und Parlamentarier                               |  |
| Kurt Friedrich Reinsch            | deutscher Hydrobiologe und Konstrukteur von Mikroskopen                       |  |
| Carl Roebelin                     | Schweizer Pflanzenjäger in Diensten der Gärtnerei von Frederick Sander        |  |
| Nikolai Alexandrowitsch Roschkow  | russischer Historiker und Politiker                                           |  |
| Hermann Schmalenbach              | rheinischer Bauunternehmer                                                    |  |
| Louis Schnyder                    | Schweizer Mediziner                                                           |  |
| Henry Schröder                    | deutscher Geologe und Paläontologe                                            |  |
| Paul Schumacher                   | deutscher Eisenbahningenieur                                                  |  |
| Georg Schuster                    | deutscher Verwaltungsbeamter                                                  |  |
| Lamine Senghor                    | senegalesischer Politiker                                                     |  |
| Shenphen Nangwa                   | Autor der Dreizehn Großen Kommentare                                          |  |
| William Henry Sheppard            | afro-amerikanischer Missionar in Afrika                                       |  |
| Siddiqiy Ajziy                    | Vertreter des zentralasiatischen Dschadidismus                                |  |
| Theodor Springmann senior         | deutscher Industrieller                                                       |  |
| Stephan G. Stephansson            | isländischer Schriftsteller                                                   |  |
| Takahashi Mizuko                  | japanische Medizinerin                                                        |  |
| Claes Tholin                      | schwedischer Politiker (SAP), Mitglied des Riksdag                            |  |
| James Thomson                     | schottischer Architekt                                                        |  |
| Luis Tio                          | US-amerikanischer Jazzklarinettist                                            |  |
| John Udny                         | italienischer Bildhauer                                                       |  |
| Jan Van Beers                     | belgischer Maler                                                              |  |
| Gustave Van Vaerenbergh           | belgischer Bildhauer                                                          |  |
| Manuel Varela                     | uruguayischer Fußballspieler                                                  |  |
| Feliciano Viera                   | uruguayischer Politiker und Präsident von Uruguay                             |  |
| Henri Vogt                        | französischer Mathematiker                                                    |  |
| Anna von Wattenwyl                | Schweizer Pionierin der Heilsarmee                                            |  |
| Stuart Weller                     | US-amerikanischer Paläontologe und Geologe                                    |  |